# Здеслав
Зде́слав (хорв. Zdeslav, помер у 879 році) — князь Хорватії в 864 та у 878–879 роках.
Син Трпимира I, засновника династії Трпимировичів.
Після смерті Трпіміра I в 864 році Здеслав зайняв княжий престол, проте роком пізніше впливовий хорватській вельможа Домагой з Кніна підняв проти князя заколот, який закінчився поваленням Здеслава з трону. Здеслав і його брати Петар і Мунцімир втекли в Константинополь. Домагой став правителем країни, а після його смерті правив його син, ім'я якого невідоме, можливо Іляйко.
У 878 році за допомогою Візантійської імперії Здеслав повалив сина Домагоя і повернув собі титул князя Хорватії, визнаючи при цьому над собою владу візантійського імператора Василія I Македонянина.
У 879 році нову змову, організовану родичем Домагоя Бранімиром, якого підтримували невдоволені посиленням візантійської влади над Хорватією, привів до вбивства Здеслава і воцаріння Бранімира, який шляхом дистанціювання від Візантії і союзу з папським престолом домігся для Хорватії фактичної незалежності.